# Corral de Piedra, Santa María Peñoles
Corral de Piedra är en ort i Mexiko.   Den ligger i kommunen Santa María Peñoles och delstaten Oaxaca, i den sydöstra delen av landet, 300 km sydost om huvudstaden Mexico City. Corral de Piedra ligger 1 789 meter över havet och antalet invånare är 150.
Terrängen runt Corral de Piedra är huvudsakligen kuperad. Corral de Piedra ligger nere i en dal. Runt Corral de Piedra är det ganska glesbefolkat, med 25 invånare per kvadratkilometer. Närmaste större samhälle är San Miguel Peras, 15,6 km sydost om Corral de Piedra. Trakten runt Corral de Piedra består i huvudsak av gräsmarker.